# Myggskär, Iniö
Myggskär är en klippa i Finland.   Den ligger i kommunen Pargas i landskapet Egentliga Finland, i den sydvästra delen av landet, 200 km väster om huvudstaden Helsingfors.
Terrängen runt Myggskär är mycket platt. Havet är nära Myggskär åt sydväst.  Närmaste större samhälle är Houtskär, 16,6 km söder om Myggskär. I omgivningarna runt Myggskär växer i huvudsak barrskog.